# Kalyug (film, 2005)
Ne doit pas être confondu avec Kalyug (film, 1981).
Kalyug est un film indien réalisé par Mohit Suri, sorti en 2005 en Inde. 
Le film retrace la plongée du jeune Kunal dans le monde de la pornographie à la recherche des responsables du drame qui a bouleversé sa vie. Les rôles principaux sont interprétés par Kunal Khemu, Smiley Suri, Emraan Hashmi, Deepal Shaw et Amrita Singh.

## Synopsis
La famille de Kunal s'est installée à Mumbai pour fuir les violences qui ensanglantent le Cachemire. Devenu adulte, il héberge Renuka à la demande d'amis de son père qui vient de mourir tragiquement. Rapidement les jeunes gens tombent amoureux l'un de l'autre, ils se marient et passent leur lune de miel dans une auberge de montagne. Mais leur bonheur est de courte durée : les images de leur nuit de noces circulant sur l'internet, ils sont arrêtés par les forces de l'ordre et se trouvent au centre d'un scandale médiatique. Incapable de supporter la honte de savoir son intimité dévoilée à tous et de résister à la pression que lui impose la police, Renuka se défenestre au commissariat. Relâché après avoir fait la preuve que le film a été tourné à son insu, Kumal décide de découvrir qui est à la tête de l'organisation qui a causé la mort de la femme qui avait apporté la joie dans sa vie jusque-là si sombre.
Sa recherche le conduit dans le quartier "chaud" de Zurich. Il y rencontre Ali, vendeur dans un sexshop qui, contre rétribution, accepte de le faire entrer dans le monde interlope de la pornographie où il est confronté à la drogue, la violence et la prostitution enfantine. Il retrouve Annie, présentatrice du site qui a diffusé le film de sa nuit de noces, au moment où ses complices décident de l'éliminer pour éviter que l'on puisse remonter jusqu'à eux. Victime elle aussi -orpheline elle a été vendue par son oncle- et traquée, Annie décide d'aider Kunal et lui révèle que le réseau est dirigé par Simi Roy, respectable femme d'affaires qui ne dédaigne pas de profiter des énormes sommes d'argent que génère l'industrie pornographique. Tombant dans un piège tendu par sa propre fille, Simi Roy est démasquée et arrêtée.

## Commentaires
Kalyug est le deuxième long métrage de Mohit Suri, après Zeher sorti au début de la même année. Le film aborde un sujet peu traité dans le cinéma indien, le business de la pornographie. Il est initialement intitulé Blue Films, terme qui désigne les films pornographiques en Inde, mais craignant un effet négatif, il est renommé "Kalyug" qui signifie enfer. 
Le scénario, inspiré d'un fait divers réel et de Boogie Nights, se compose de deux parties distinctes. La première, long flash back qui décrit la vie terne et triste de Kunal puis sa rencontre avec la lumineuse Renuka et l'amour qui s'ensuit, semble acheminer le film vers une comédie romantique classique. En prenant le temps de décrire la vie et les sentiments de personnages ordinaires, loin du glamour coutumier à Bollywood, le réalisateur montre que le drame qui suit peut arriver à n'importe qui, rendant l'histoire vraisemblable. La rupture brutale, provoquée par l'éclatement du scandale et le suicide de la jeune femme, introduit la seconde partie. Plus longue et plus sombre, bien rythmée, comportant plusieurs scènes chocs toujours justifiées mais aucune scène dénudée ni pornographique, elle ressort du film d'action et du thriller. Les personnages, principaux ou secondaires, ont tous une certaine épaisseur qui explique leur comportement. Ces éléments permettent au réalisateur de traiter un sujet difficile sans tomber dans le scabreux. Cependant, quelques invraisemblances et la description simpliste de l'organisation mafieuse du trafic de la pornographie, montrent les limites de Kalyug qui reste un film commercial de divertissement.
L'interprétation contribue à la qualité et la crédibilité du film. Kunal Khemu, après avoir joué dans plusieurs films étant enfant, trouve ici son premier rôle adulte. Il est aussi convaincant en tendre amoureux qu'en mari fou de chagrin et vengeur, n'hésitant pas à recourir à la violence. Amrita Singh, actrice vedette des années 1990, revient sur les écrans après une longue absence. Elle interprète avec brio un personnage ambigu, à la fois femme d'affaires respectable, mère douloureuse et surtout mafieuse dure et sans scrupule. La débutante Smiley Suri, sœur du réalisateur, est une Renuka touchante, délicate et naturelle mais jamais mièvre. Quant à Emraan Hashmi, loin de ses rôles de "sérial kisser", il compose avec efficacité un petit vendeur de sexshop, tout en bas de l'échelle de l'industrie pornographique, qui vend ses services au plus offrant. 

## Fiche technique
- Titre : Kalyug
- Réalisateur : Mohit Suri
- Scénario : Anand Sivakumaran ; dialogues : Jay Dixit sur une idée de Mahesh Bhatt et Mohit Suri
- Musique : Rohail Hyat, Faisal Rafi, Goher Mumtaz et Anu Malik (chansons) ; Raju Singh
- Parolier : Asim Raza, Sayeed Qadri et Goher Mumtaz
- Chorégraphie : Raju Khan
- Direction artistique : Rajat Poddar
- Photographie : Rituraj Narain
- Montage : Akiv Ali
- Cascades et combats : Abbas Ali Moghul
- Production : Mukesh Bhatt
- Pays d'origine : Inde
- Date de sortie : 9 décembre 2005
- Format : Couleurs
- Genre : Action, thriller
- Durée : 126 min

## Distribution
- Kunal Khemu : Kunal Darr
- Smiley Suri : Renuka
- Amrita Singh : Simi Roy
- Deepal Shaw : Annie
- Emraan Hashmi : Ali
- Ashutosh Rana : Johny
- Farid Amiri : Vikram Garewal

## Musique
Le film comporte six chansons composées par Rohail Hyat, Faisal Rafi, Goher Mumtaz et Anu Malik, écrites par Asim Raza, Sayeed Qadri et Goher Mumtaz et chorégraphiées par Raju Khan. La chanson Aadat apparaît trois fois, interprétée par deux chanteurs différents et dans une version remixée pour le générique de fin.
- Aadat interprétée par Atif Aslam
- Aadat interprétée par Goher Mumtaz
- Aadat remixée par DJ Suketu
- Dheere Dheere interprétée par Alisha Chinoy
- Jiya Dhadak Dhadak Jaye interprétée par Rahat Fateh Ali Khan
- Thi Meri Dastan interprétée par Anuradha Paudwal, Amit Sana
- Tujhe Dekh Dekh interprétée par Rahat Fateh Ali Khan
- Ye Pal interprétée par Najam Sheraz

## Nominations
Kalyug n'a pas été primé mais a été nommé à plusieurs reprises. 
- Amrita Singh : Meilleure actrice dans un rôle négatif aux Filmfare Awards 2005, Zee Cine Awards 2005 et IIFA Awards 2006
- Kunal Khemu : Meilleur espoir masculin aux Zee Cine Awards 2005 et Star Screen Awards 2006
- Rahat Fateh Ali Khan : Meilleur chanteur de play-back aux Zee Cine Awards 2005, IIFA Awards 2006 et Apsara Awards 2005
- Asim Raza : Meilleur parolier aux Zee Cine Awards 2005